# Atirador (aviação)

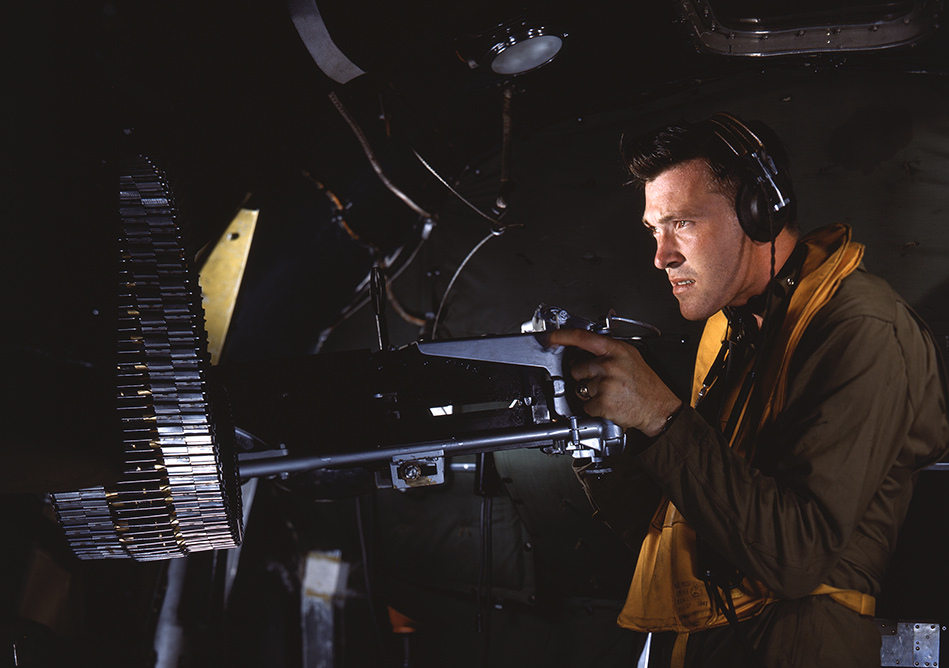
Atirador de cintura a bordo de um B-17 Flying Fortress, em 1943

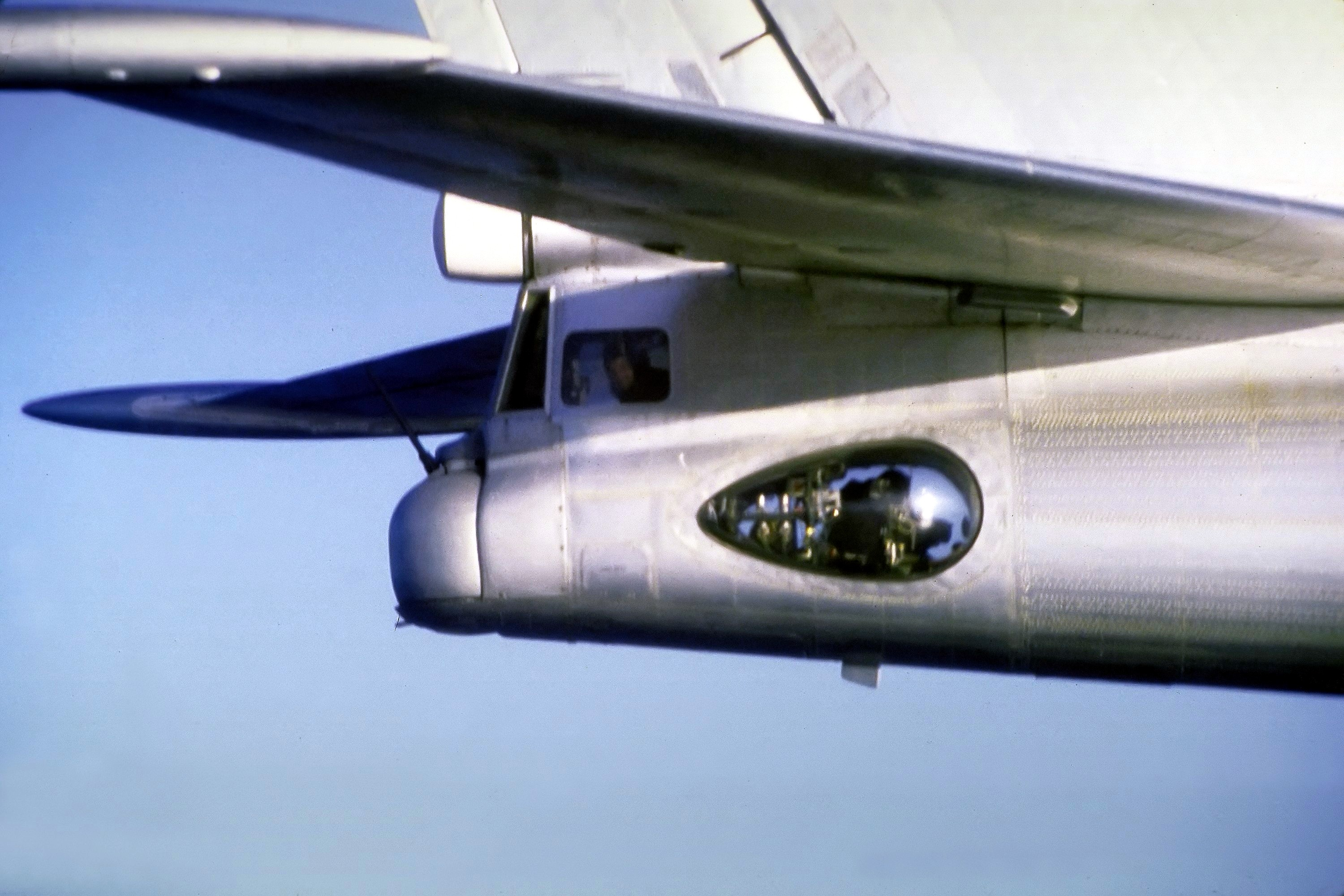
Tupolev Tu-95 com um sistema defensivo de cauda AM-23 de 23 mm

Na aviação, um Atirador é um membro de uma tripulação aérea que opera com armas de fogo, usualmente canhões ou metralhadoras, em determinados locais estratégicos de uma aeronave, com o intuito de defender a mesma de outra aeronave inimiga que se possa aproximar. Um conceito que se iniciou na Primeira Guerra Mundial, especializou-se durante a Segunda Guerra Mundial e chegou ainda a fazer parte da aviação militar durante o início da Guerra Fria. Actualmente, as aeronaves modernas que ainda têm dispositivos de canhões defensivos, têm-nos com um sistema mecânico-electrónico automático.
Na actualidade, os atiradores apenas são usados a bordo de helicópteros como atiradores de porta. Além desta tarefa, estes atiradores podem também ter outros papéis dentro da aeronave.